# Gothaer Landtag

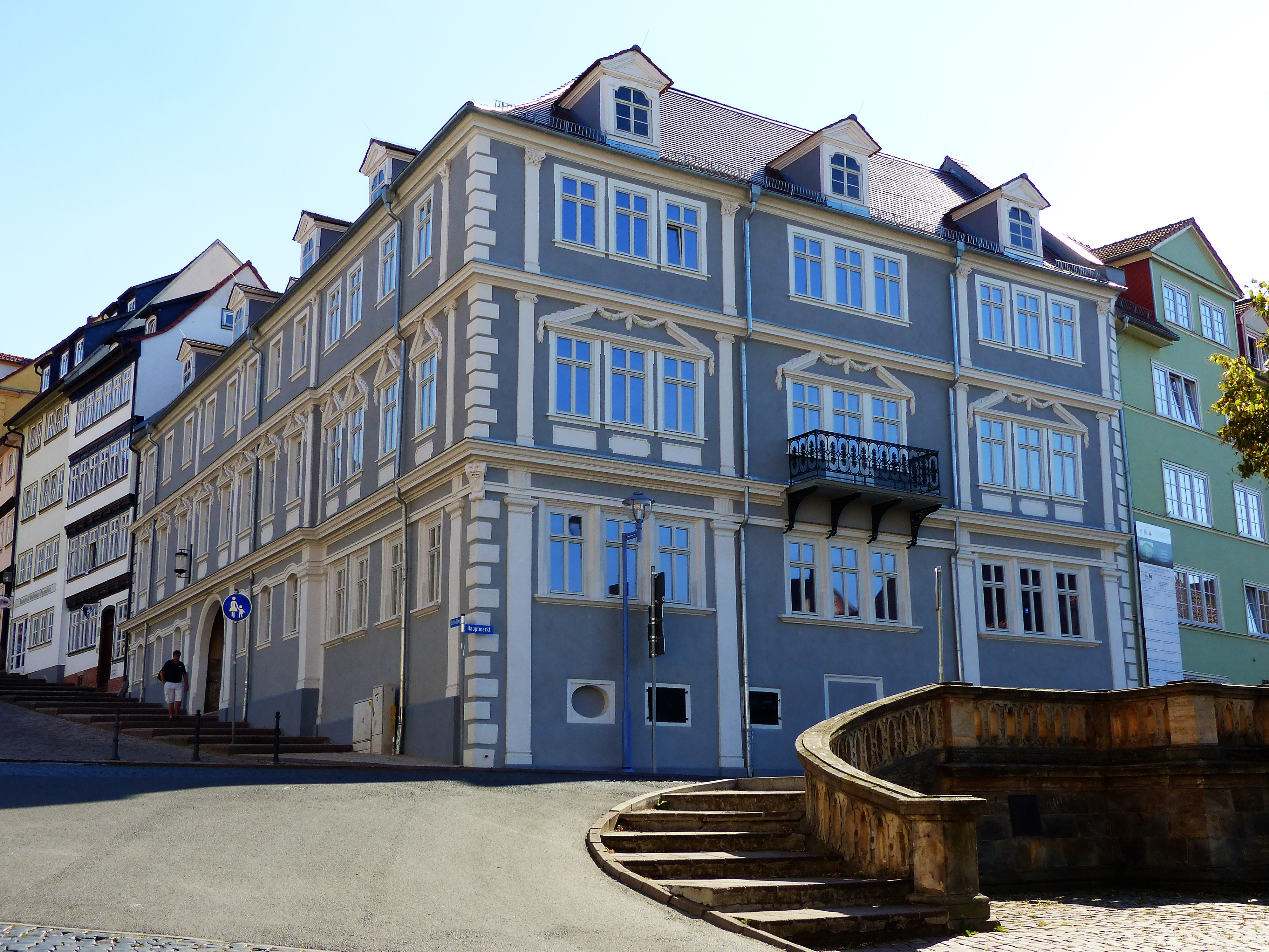
Landschaftshaus in Gotha

Als Gothaer Landtag wird die Volksvertretung des Herzogtums Sachsen-Gotha, eines Teiles des Doppelherzogtums Sachsen-Coburg und Gotha, zwischen 1848 und 1918 bezeichnet.

## Vorgeschichte: Die Landstände im Heiligen Römischen Reich
Im Herzogtum Sachsen-Gotha-Altenburg bestanden seit Anfang an Landstände. Diese setzten sich aus den drei Kurien der Grafen, der Ritterschaft und der Städte zusammen. 1715 bestand die Kurie der Grafen aus den von Hohenlohe, Schwarzburg-Arnstadt und Schwarzburg-Sondershausen. 54 Rittergutsinhaber bildeten die Kurie der Ritterschaft. Gotha und Walthershausen bildeten die Kurie der Städte. Der Landtag tagte zunächst im Rathaus in Gotha. Gemäß den Landtagsbeschlüssen von 1732/33 erwarb man das „Westernhagensche Palais“, das als Landschaftshaus genutzt wurde. 1750 vermietete die herzogliche Regierung dieses Haus, 1764 konnte der Landtag seine Rückkehr durchsetzten. Seither wurde es als Behörden- und Landtagshaus genutzt. Typischerweise trat der Landtag alle vier Jahre auf Einladung des Herzogs zusammen. Dazwischen nehm ein ständiger Ausschuss die Aufgaben des Landtags wahr.

## Im Deutschen Bund

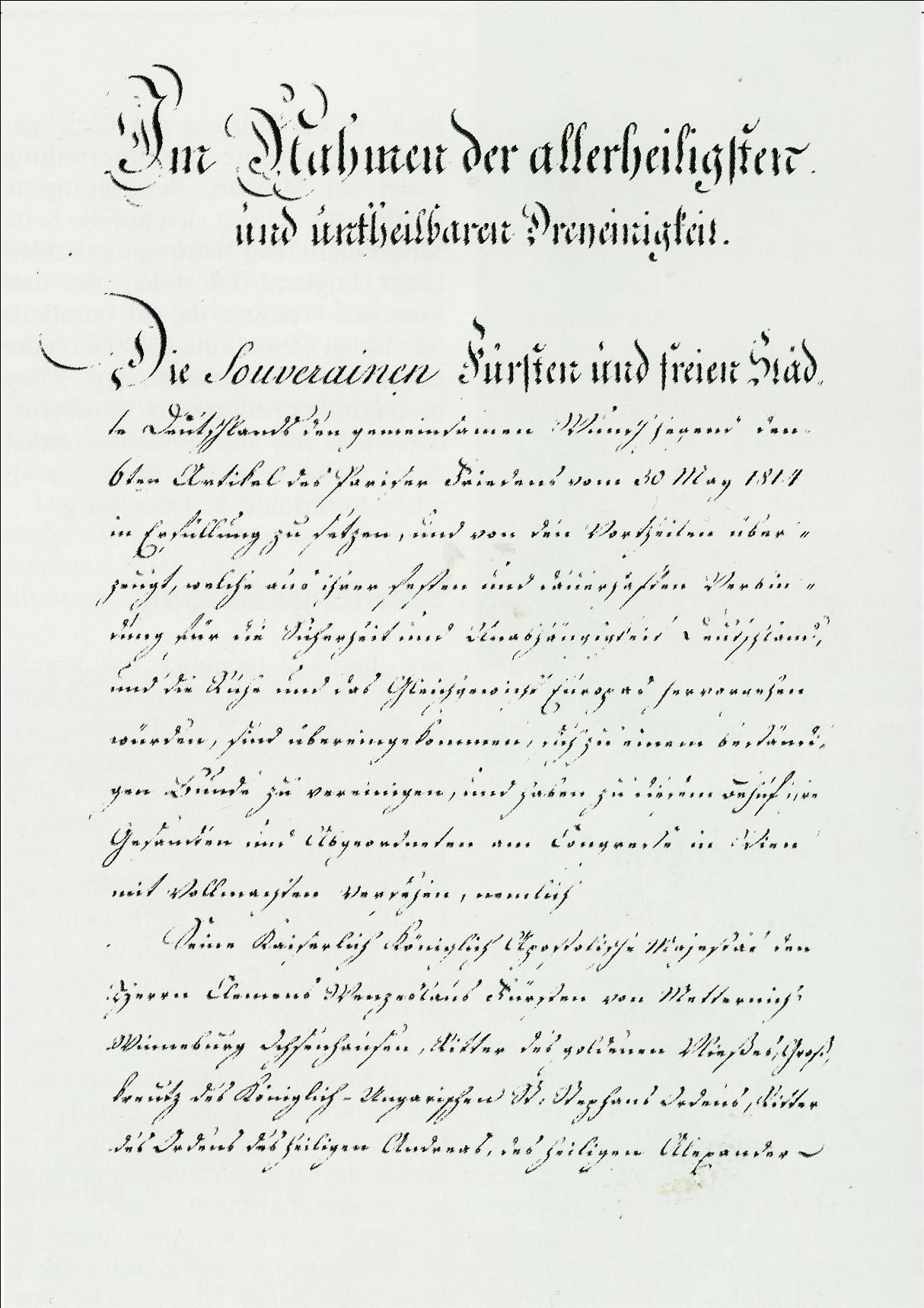
Bundesakte von 1815

Nach den Befreiungskriegen trat Sachsen-Gotha-Altenburg dem Deutschen Bund bei.  § 13 der Deutschen Bundesakte verpflichtete die Bundesstaaten, eine landständige Verfassung einzurichten, die Landstände als Vertretung der Bevölkerung vorsah. Eine solche Verfassung wurde aber nicht erlassen. Weder sah der konservative Herzog hierzu einen Bedarf noch übten die konservativen Stände Druck aus.

## Nach der Teilung 1826
1825 starb die Linie Sachsen-Gotha-Altenburg im Mannesstamm aus und Sachsen-Gotha-Altenburg wurde aufgeteilt. Das Herzogtum Gotha wurde Teil des Herzogtum Sachsen-Coburg und Gotha. Sachsen-Coburg und Gotha bestand weiterhin aus den Herzogtümern Gotha und Coburg und wurde nur durch die Person des Herzogs zusammengehalten. Es gab keine gemeinsame Verfassung und auch die Landtage blieben getrennt. Im Coburger Landesteil war 1821 der erste Coburger Landtag gewählt worden.
Im Gothaer Landesteil wurde der Landtag nach alt-herkömmlicher Weise aus den drei Kurien der Grafen, Ritter und Städte gebildet. Weiterhin trat er alle vier Jahre zusammen, dazwischen nahm der ständige Ausschuss, Landständische Deputation genannt, seine Aufgaben war.
Nach der Julirevolution von 1830 kam es im Herzogtum Gotha zu einer Verfassungsdiskussion. 1831 legte der Herzog den Ständen einen Entwurf vor, der sich an der Coburger Verfassung orientierte. Der Landtag hätte danach aus einem Vertreter der Fürsten von Hohenlohe (wegen der Grafschaft Gleichen), acht Vertretern des Ritterstandes, fünf Abgeordneten der Städte und sieben Vertretern des Bauernstandes bestanden. Eine Einigung kam jedoch nicht zustande. Hauptkonfliktpunkt war die Forderung der Stände, auch für die Kontrolle der herzoglichen Domänen zuständig zu sein, was der Herzog ablehnte.

## Die Revolution von 1848
Die Märzrevolution führte auch in Gotha zu einem neuen Landtag. Die Landständische Deputation hatte sich am 15. März 1848 vertagt, ohne Beschlüsse in Bezug auf ein Wahlrecht zu treffen. Herzog Ernst II. erließ (ohne Mitwirkung der alten Stände) die Wahlordnung für den konstituierenden Landtag vom 19. März 1848. Die Zusammensetzung des neuen Landtags folgte dem Beispiel des Coburger Landtags: Eine Stimme erhielt der Bevollmächtigte des Fürsten von Hohenlohe, die Ritterkurie erhielt fünf Sitze, einen der Stadtrat von Gotha. Die anderen Mitglieder wurden in indirekter Wahl durch die Bevölkerung bestimmt. Hierbei galt ein Mindestalter von 25 Jahren jedoch kein Zensus. Die Städte Gotha, Ohrdruf und Waltershausen wählten so fünf, die anderen Ortschaften zwölf Abgeordnete.
Dieses Wahlrecht wäre im Vorjahr noch als modern und liberal wahrgenommen worden. Im Kontext der Märzrevolution wurden die Sitze der Ritterschaft jedoch deutlich kritisiert. Auch die nach dem Wahlrecht im Mai und Juni gewählten Abgeordneten teilten mehrheitlich diese Kritik. Der am 18. Juni erstmals zusammengetretene konstituierende Landtag beschloss daher, sich nicht als verfassungsgebende Versammlung zu verstehen, sondern lediglich ein demokratisches Wahlrecht zu beschließen. Die Debatte im Landtag kreiste im Wesentlichen um die Frage einer direkten oder indirekten Wahl, wobei sich die Mehrheit für die indirekte Wahl aussprach. Nach 10 Tagen löste sich der Landtag auf.
Die neue Wahlordnung vom 28. Juni 1848 sah die Wahl einer Abgeordneten-Versammlung des Herzogthums Gotha vor. Diese bestand aus 20 Abgeordneten, die in ein-Personen-Wahlkreisen in indirekter Wahl gewählt wurden. Es bestand kein Zensus und keine Standesunterschiede. Im August und September wurde der neue Landtag nach diesem Wahlrecht gewählt und trat am 2. Oktober 1848 erstmals im Landeshaus zusammen. Für die gewählten Abgeordneten siehe die Liste der Mitglieder der Abgeordneten-Versammlung des Herzogtums Gotha (1848–1849). Zentrale Aufgabe war die Erarbeitung einer Verfassung und in diesem Zusammenhang eines Wahlrechtes für künftige Wahlen. Hier setzten sich die Befürworter einer direkten Wahl durch. Allerdings ergab sich eine Mehrheit von einer Stimme, das Zensuswahlrecht einzuführen: Nur Einkommens- oder Vermögensteuerpflichtige Bürger sollten das Wahlrecht haben. Am 19. März 1849 stimmte der Landtag der neuen Verfassung zu. Diese umfasste auch die Erklärung der Domänen zu Staatsgut.
Im Dezember 1849 wurde der Landtag aufgelöst. 1850 erfolgte die Neuwahl des Landtags anhand des neuen Wahlrechtes.

## Ab 1852
Mit dem Staatsgrundgesetz für die Herzogtümer Coburg und Gotha vom 3. März 1852 wurde erneut die Rechtsgrundlage des Landtags geändert. Gemäß § 69 ff. bestand weiterhin ein Speziallandtag für das Herzogtum Coburg und einer für das Herzogtum Gotha. Der Gothaer Landtag hatte nun 19 Mitglieder. Daneben bestand ein Gemeinschaftlicher Landtag Sachsen-Coburg und Gotha in den der Gothaer Landtag 14 und der Coburger Landtag sieben Mitglieder wählte. Die Abgeordneten wurden in indirekter Wahl in 19 ein-Personen-Wahlkreisen auf vier Jahre gewählt.

## Das Ende des Landtags
Infolge des Rücktritts des Herzogs Carl Eduard am 14. November 1918 erlosch das Herzogtum Sachsen-Coburg und Gotha. Hieraus entstanden die Freistaaten Gotha und Coburg. Am 9. Februar 1919 erfolgte die Wahl der 19 Mitglieder der Gothaer Landesversammlung.